# Papa Inocențiu al III-lea
Papa Inocențiu al III-lea (Giovanni Lotario, conte de Segni, n. 22 februarie 1160, Gavignano, Lazio, Regatul Italiei – d. 16 iulie 1216, Perugia, Statele Papale) a fost al 176-lea  Papă al Bisericii Catolice de la  8 ianuarie 1198 până la moartea sa, la 16 iulie 1216.

## Biografie
Descendent al unei nobile familii romane, cardinalul-diacon Lothar de Segni, ca papă Inocențiu al III-lea, a urmat teologia la Paris și dreptul la Universitatea din Bologna. A fost ales papă în anul 1198, la vârsta de numai 37 de ani. Principalele sale preocupări au fost restabilirea ordinii în statul papal, rezolvarea problemei siciliene, reînsuflețirea ideii cruciadelor și reforma Bisericii in capite et membris. 
Poziția papalității a fost întărită și printr-un act de cultură, anume publicarea unei ediții pline de autoritate a legii canonice a Bisericii Catolice, în anul 1140, de către Grațian, un profesor-călugăr de la Bologna. Ediția, cunoscută sub denumirea de Decretum Gratiani, făcea o prezentare completă a legii canonice ce putea fi folosită în toate tribunalele Bisericii Apusene. Mentalitatea veche romană era îmbrăcată în haina cuvioșiei sau cucerniciei eclesiale, căci susținea ideea concentrării autorității într-o singură persoană. Papa nu a lăsat neexploatat acest aspect. În sfera politică, Inocențiu al III-lea a redus prefectura și senatoriatul la simple magistraturi papale, Roma continuând să fie o comunitate autonomă, întâietate ce și-a disputat-o cu orașul Viterbo, și el oraș papal. Statul Papal se reducea la Roma și Viterbo, celelalte posesiuni fiind numai formal în administrația sa. Inocențiu al III-lea a reușit să readucă sub ascultarea Statelor Papale vechile feude ale marchizei Matilda de Toscana, ducatul de Spoleto și teritoriul Anconei, așa numita Pentapoli, unde se instalaseră feudalii imperiali. Și problema siciliană devenise favorabilă papei, care devine administratul legal al regatului, calitate care și-a exercitat-o până în anul 1208.

## Relațiile cu Germania
După moartea lui Henric al VI-lea, situația Germaniei s-a înrăutățit, prin dubla alegere, cea dintâi din 8 martie 1198, de la Muhlhausen, în Turingia, unde rege a devenit Filip de Swabia și cea de la 9 iunie, același an, de la Köln, unde a devenit rege Otto de Braunschweig. Acesta din urmă era susținut de minoritatea Stauferilor și alegerea s-a făcut din inițiativa arhiepiscopului Adolf din Colonia. Filip a fost încoronat la Mainz cu insignele imperiale, iar Otto la Aachen, locul tradițional al încoronărilor. Totul a degenerat în război civil, papa fiind curtat de fiecare fracțiune. După o perioadă de neutralitate, papa a scris nobililor germani, invitându-i la împăcarea taberelor, în caz contrar a promis că va susține pe acel candidat ce-i va fi mai devotat. Implicat în această dispută, papa a ținut să-și afirme de fiecare dată dreptul său de a atribui coroana imperială și chiar „a subliniat întâietatea puterii ecleziastice asupra celei regale. …chiar a atras atenția că o decizie în această chestiune constituie în primul rând (principaliter) misiunea sa, întrucât Papa este acela care a transferat Imperiul din Răsărit în Apus și Papa este acela care conferă coroana imperială”. Disputele au continuat ani în șir, papa oscilând când într-o parte când în alta. Cei doi pretendenți se întreceau în a face promisiuni papei, dar rezolvarea a survenit odată cu asasinarea lui Filip de Suabia, la 21 iunie 1208, ceea ce a dus la recunoașterea lui Otto al IV-lea, care a și fost încoronat de papă la Roma, în Bazilica San Pietro, un an mai târziu, la 4 octombrie 1209. Deși a prestat jurământ de credință la încoronare, Otto al IV-lea a uitat repede și s-a grăbit să cucerească Sicilia. Papa Inocențiu al III-lea se consideră înșelat. În consecință, se îndepărtează de el, îl excomunică și favorizează alegerea lui Frederic al II-lea de Sicilia, pupilul său de odinioară, care între timp devenise major. Otto și-a pierdut toți susținătorii și a fost constrâns să se retragă în propriul ducat, unde moare în 1218. Deoarece și atitudinea lui Frederic al II-lea față de papă a fost oscilantă, râvnind și coroana Siciliei, lucrurile au fost de așa manieră rânduite de papă, încât Henric, fiul lui Frederic, care avea numai un an, a fost desemnat moștenitor al insulei. Deși intervenția pentru tronul german a fost una dintre cele mai importante măsuri ale lui Inocențiu al III-lea, nu a fost singura. El a avut conflicte atât cu regele englez cât și cu cel francez.

## Relațiile cu Anglia
Anglia era condusă de regele Ioan fără de Țară (John Lackland) și conflictul, cu scaunul papal, a izbucnit în momentul în care, vacantându-se scaunul episcopal de Canterbury, papa l-a numit pe Stephan Langton, care era profesor la Universitatea din Paris, cunoscut cercetător al Sfintei Scripturi și cel care a împărțit Biblia pe capitole. Regele a refuzat să-l accepte, iar papa a pus, în anul 1208, Anglia sub interdict. Regele a încercat să constrângă clerul prin violență. Atunci papa l-a declarat excomunicat și depus, încredințând regelui Franței îndeplinirea sentinței (1212) și aceasta din cauza teritoriilor pe care Anglia le avea pe continent. Pe de altă parte, Filip al II-lea August al Franței abia aștepta un moment potrivit pentru a invada Anglia. În fața primejdiei franceze, dar și a celei interne, căci nobilii regatului erau deciși să-l părăsească, Ioan s-a văzut nevoit să cedeze și s-a supus papei, primind de la suveranul pontif propria-i țară ca feudă (1213). De atunci și de aici i-a și venit numele regelui „Ioan fără de Țară”, iar papa l-a protejat împotriva baronilor englezi. Când aceștia din urmă, în anul 1215, îl constrâng pe rege să promulge Magna Charta(libertatum), din care se va forma mai târziu Constituția engleză, Inocențiu îi va amenința pe baroni cu pedepse bisericești; la fel va face și cu Stephan Langton care făcuse cauză comună cu ei.

## Relațiile cu Franța
În ceea ce privește raportul scaunului roman cu suveranul Franței, Filip al II-lea August, trebuie să precizăm faptul că papa a dovedit că nici măcar un rege nu putea trece peste legea morală a lui Dumnezeu. Căci Filip se căsătorise cu Ingeborg, din Danemarca, după moartea primei lui soții, în anul 1193. Cum el făgăduise că o ia în căsătorie, înainte de a o vedea, atunci când Ingeborg a ajuns în Franța nu i-a plăcut și Filip a invocat faptul că aceasta făcuse vrăji, pentru a-i deveni soție. În consecință el a forțat episcopii francezi să anuleze căsătoria, luându-și o altă soție, anume Agnes. Ingeborg a făcut apel la papă, cerând să-i facă dreptate. Ca urmare Inocențiu i-a poruncit lui Filip să o lase pe Agnes și să o ia înapoi pe Ingeborg, care-i era soție legitimă. Filip a refuzat să se supună ordinului papei, dar acesta a pus Franța sub interdict(1200), care afecta întreaga națiune franceză. Tumultul pe care l-a creat interdictul în toată Franța l-a obligat pe Filip să se supună papei, a alungat-o pe Ignes și a adus-o la palat, ca soție, pe Ingeborg. Viața ei nu a fost prea fericită, dar victoria lui Inocențiu a fost clară: obligase pe cel mai puternic suveran, al celui mai tânăr regat național, să se supună legii morale.

## Aprobarea Ordinului Franciscan

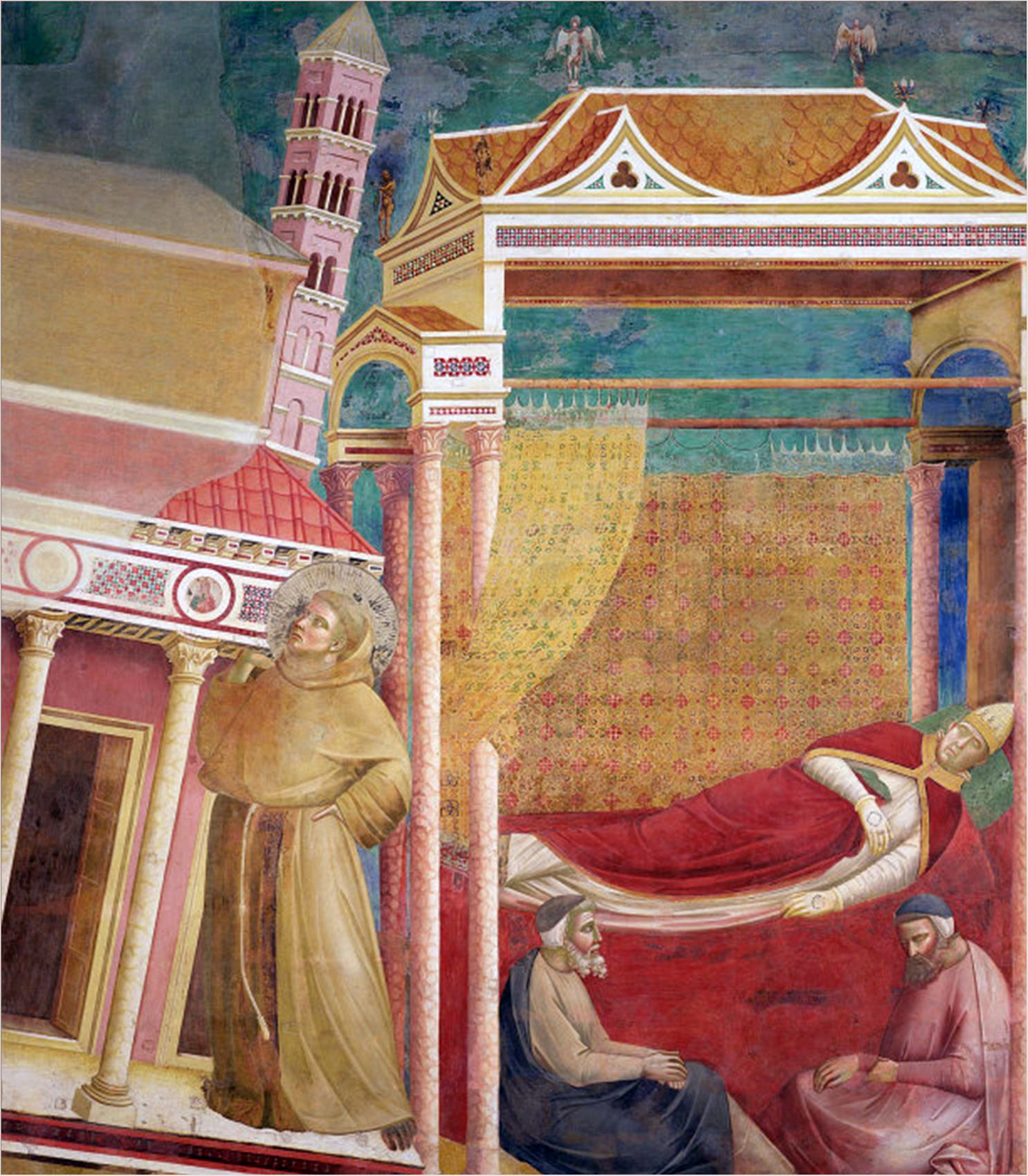
Giotto, Visul papei Inocențiu al III-lea: Francisc de Assisi sprijină Biserica

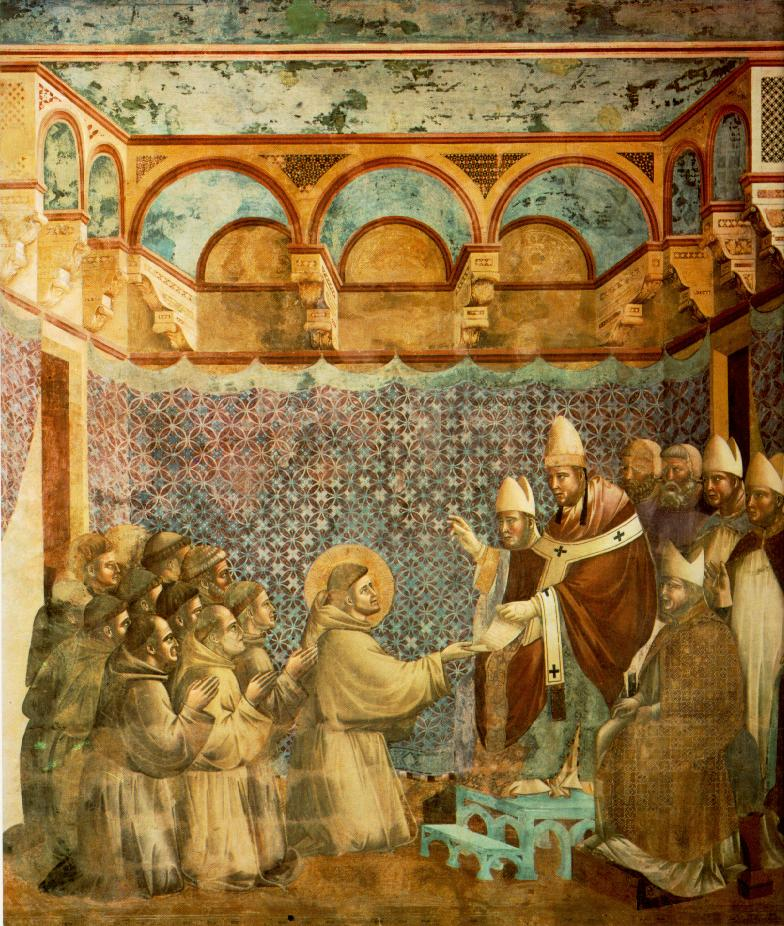
Giotto, Papa Inocențiu al III-lea aprobă regula ordinului franciscan

O influență puternică în sânul Bisericii, în timpul pontificatului lui Inocențiu al III-lea, a avut-o aprobarea Ordinului Franciscanilor. Întemeietorul, Francisc de Assisi, a suferit, începând cu anul 1209, o transformare lăuntrică, marcată în special de pocăință și asceză. Adăugându-i-se adepți, admiratori, s-a alcătuit o regulă de viețuire, cu scopul de a-l urma pe Hristos. În anul 1210 frații franciscani l-au rugat pe papă să le aprobe regula și să le permită predicarea itinerantă. Grație recomandărilor episcopului de Assisi, papa a confirmat regula Fraților Penitenți din Assisi și le-a autorizat predica itinerantă. Rolul jucat de ordin în istoria Bisericii Catolice a fost și a rămas major. Tot Inocențiu al III-lea a sprijinit începuturile ordinului dominican.

## Cruciada a patra
În timpul pontificatului său a avut loc cruciada a patra, care a pus, pentru 57 de ani, sfârșit Imperiului bizantin, cucerind Constantinopolul, în anul 1204. Urmările au fost dezastruoase pentru raporturile ulterioare dintre apuseni și răsăriteni.

## Conciliul de la Lateran
Spre sfârșitul pontificatului, Inocențiu al III-lea a convocat cel de al IV-lea sinod de la Lateran (1215), la care au fost prezenți peste 1200 de participanți, nelipsind ambasadorii principilor creștini. Biserica Răsăritului nu a fost reprezentată, la Constantinopol fiind un patriarh venețian (Tomaso Morosini). Sinodul este socotit de catolici ca al XII-lea ecumenic și a luat printre altele unele hotărâri importante, precum: fiecare credincios trebuia să se mărturisească cel puțin idată pe an; participarea la Sf. Litrughie era obligatorie, cel puțin la Paște sau la Crăciun. A fost decretată dogma transubstanțiației, conform căreia substanța pâinii și vinului se transformau în Trupul și Sângele lui Hristos. Tot în Lateran s-a stabilit organizarea unei noi cruciade, în anul 1217. Dar nu a mai ajuns să vadă materializarea planului său, căci la 16 iulie 1216, pe când se găsea la Perugia, pentru cauza cruciadei, l-a surprins sfârșitul.